# Гарбура
Гарбура је божићна филмска драма из 2022. године. Режију и сценарио потписује Јосип Жуван, а произведен је у копродукцији између Хрватске и Србије.
Премијерно је приказан 29. септембра 2022. године на филмском фестивалу у Сан Себастијану, док је 22. децембра исте године пуштен у биоскопе у Хрватској, односно 5. јануара 2023. године у Србији.

## Радња
Антонио и Никола су нераздвојни пријатељи који живе један прекопута другог, а деле љубав према пиротехници и мобилним телефонима. Породице су им годинама у завади збвог на око лако решивог проблема: воде која се слива из горње куће ка доњој. Пријатељство два дечака на прагу пубертета наћи ће се на искушењу током божићних празника када се међу породицама откривају ипак много опасније тајне и интереси, а водом преноси мржња старијих на децу.

## Улоге
| Глумац                 | Улога   |
| ---------------------- | ------- |
| Мауро Ерцеговић Грасин | Антонио |
| Франко Флоигл          | Никола  |
| Љубомир Бандовић       | Зоран   |
| Марија Шкаричић        | Марија  |
| Ивана Рошчић           | Инес    |
| Асја Јовановић         | Ивка    |
| Зденко Јелчић          | Владо   |